# 1. divisjon 1964
L'edizione 1964 della 1. divisjon, secondo livello del campionato norvegese di calcio, vide la vittoria finale del Lyn, che si qualificò a due edizioni della Coppa Campioni, una come capolista estiva e una come capolista finale: la federazione mise così ordine al rapporto fra qualificate in Europa e titoli interni nella nuova stagione basata sull'anno solare.
Capocannoniere del torneo fu Ole Stavrum (Lyn), con 18 reti.

## Classifica finale
|    | Classifica    | G  | V  | N | P  | GF | GS | Pt |
| -- | ------------- | -- | -- | - | -- | -- | -- | -- |
| 1  | Lyn           | 18 | 10 | 6 | 2  | 39 | 16 | 26 |
| 2  | Fredrikstad   | 18 | 9  | 6 | 3  | 40 | 21 | 24 |
| 3  | Sarpsborg     | 18 | 10 | 3 | 5  | 30 | 16 | 23 |
| 4  | Frigg         | 18 | 6  | 8 | 4  | 28 | 29 | 20 |
| 5  | Skeid         | 18 | 5  | 7 | 6  | 24 | 22 | 17 |
| 6  | Vålerengen    | 18 | 6  | 5 | 7  | 18 | 21 | 17 |
| 7  | Sandefjord BK | 18 | 6  | 5 | 7  | 17 | 23 | 17 |
| 8  | Viking        | 18 | 5  | 4 | 9  | 22 | 37 | 14 |
| 9  | Brann         | 18 | 3  | 6 | 9  | 17 | 32 | 12 |
| 10 | Raufoss       | 18 | 3  | 4 | 11 | 22 | 40 | 10 |

### Verdetti
- Lyn Campione di Norvegia 1964. In Coppa Campioni 1964-1965 e 1965-1966.
- Brann e Raufoss retrocesse in 2. divisjon.